# قره‌مان‌لی
قره‌مان‌لی (به لاتین: Qaramanlı) منطقه‌ای مسکونی در جمهوری آذربایجان است که در شهرستان یولاخ واقع شده است. قره‌مان‌لی ۲۲۳۰ نفر جمعیت دارد.